# Delta del Kubán

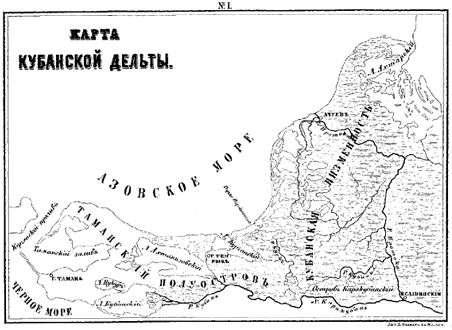
Mapa del delta (1870).

Cuenca del río Kubán, con el delta a la izquierda. El río Protoka es el ramal que se extiende hacia el norte. Los sitios Ramsar se extienden entre el río principal y este.

El delta del Kubán (del ruso: Де́льта Куба́ни) es uno de los principales deltas de Rusia, formado por la desembocadura del río Kubán en el mar de Azov, inmediatamente al norte del extremo occidental de la cordillera del Cáucaso, al oeste de las tierras bajas de Kubán-Azov y al este de la península de Tamán. Tiene una superficie de unos 4 300 km², una cuarta parte de la del delta del Volga, el mayor de Europa. 
Ocupa casi la mitad meridional de la costa oriental del mar de Azov. El brazo principal del río finaliza cerca de Temriuk, sin embargo el delta se extiende desde Primorsko-Ajtarsk al limán de Vitiázevo, puesto que el curso antiguo del Kubán por allí desembocaba al mar Negro, lo que hace de este delta, a dos mares, uno de los más insólitos del mundo. La longitud total de la línea de costa del delta es de 280 km (160 km en el mar de Azov y 120 km en el mar Negro). El delta se inicia 116 km río arriba, a la altura de la ciudad de Slaviansk-na-Kubani y el Bosque Rojo del Kubán, donde surgen por la derecha del río los distributarios Anguélinski y Protoka, que se lleva cerca del 40% del agua y desemboca en el mar de Azov en Achúyevo.
El delta, densamente poblado y cultivado de arrozales, se asienta sobre una depresión pantanosa marítima en la que abundan las marismas, las lagunas, los canales, las islas e isletas y los yérik o distributarios, está cubierto de juncos, cañas y las carices. Su hábitat es favorable a las plantas de climas subtropicales y templados. Anualmente la recogida de agua dulce en el delta es de 13,5 km³, de los cuales cerca de 2,5 km³ queda retenida en las marismas. Esta cantidad ha disminuido desde la construcción del embalse de Krasnodar, finalizado en 1975.
La península de Tamán era en la antigüedad un archipiélago que ha ido uniéndose con el limo arrastrado por el río y por la actividad de los volcanes de lodo del sudoeste del delta. Muchas de las lagunas y marismas han sido rellenadas por los materiales de los volcanes.

## Sitio Ramsar del grupo de limanes Akhtaro-Grivenskaya

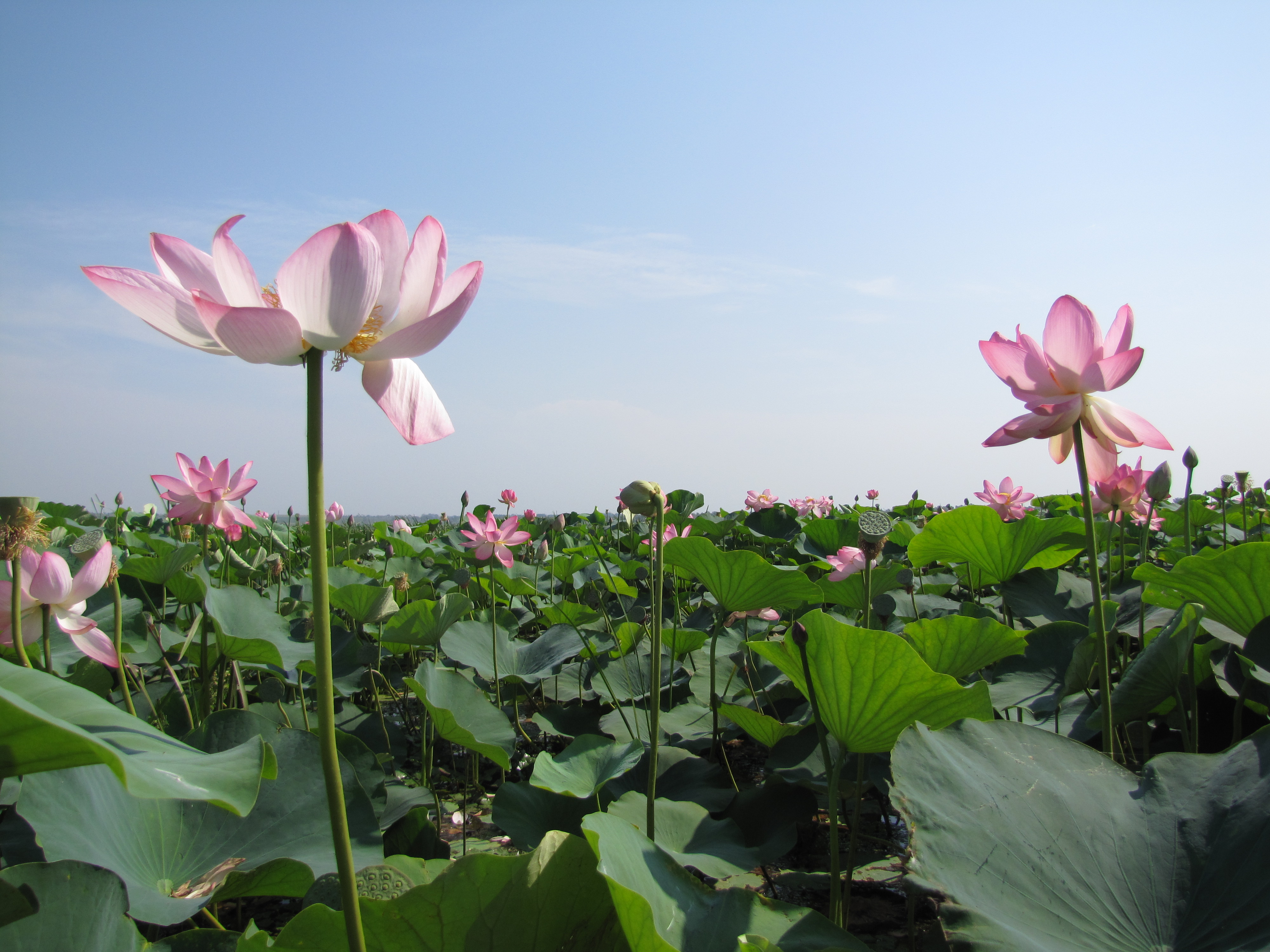
Nenúfares en un imán de Akhtaro-Grivenskaya.

Un limán es una laguna propia de las costas del mar Negro, en este caso, en el mar de Azov, donde se encuentra la mayor parte del delta del Kubán. El grupo de limanes Akhtaro-Grivenskaya se encuentra al norte del delta, en una zona rodeada de agricultura intensiva. En 1994 fue declarada sitio Ramsar número 675, (45°50′N 038°30′E) con una superficie de 846 km². Es una extensa red de embalses poco profundos, campos de arroz, arroyos y canales de riego, que sostienen una diversa vegetación acuática. El sitio incluye un sistema de antedelta, lagos de agua salada, salobre y dulce, aguas poco profundas costeras y lagunas. El área, en una importante ruta de migración de aves, alberga grandes poblaciones de aves acuáticas migratorias (1,2 a dos millones de aves), reproductivas (46 especies) e invernantes (hasta 500 000 aves). El delta también alberga una diversidad de especies de peces y poblaciones reproductoras de esturiones comercialmente importantes. Las actividades humanas incluyen la siega, el pastoreo, la pesca comercial, la caza, la silvicultura y la recreación.

## Sitio Ramsar del grupo de limanes entre los ríos Kubán y Protoka

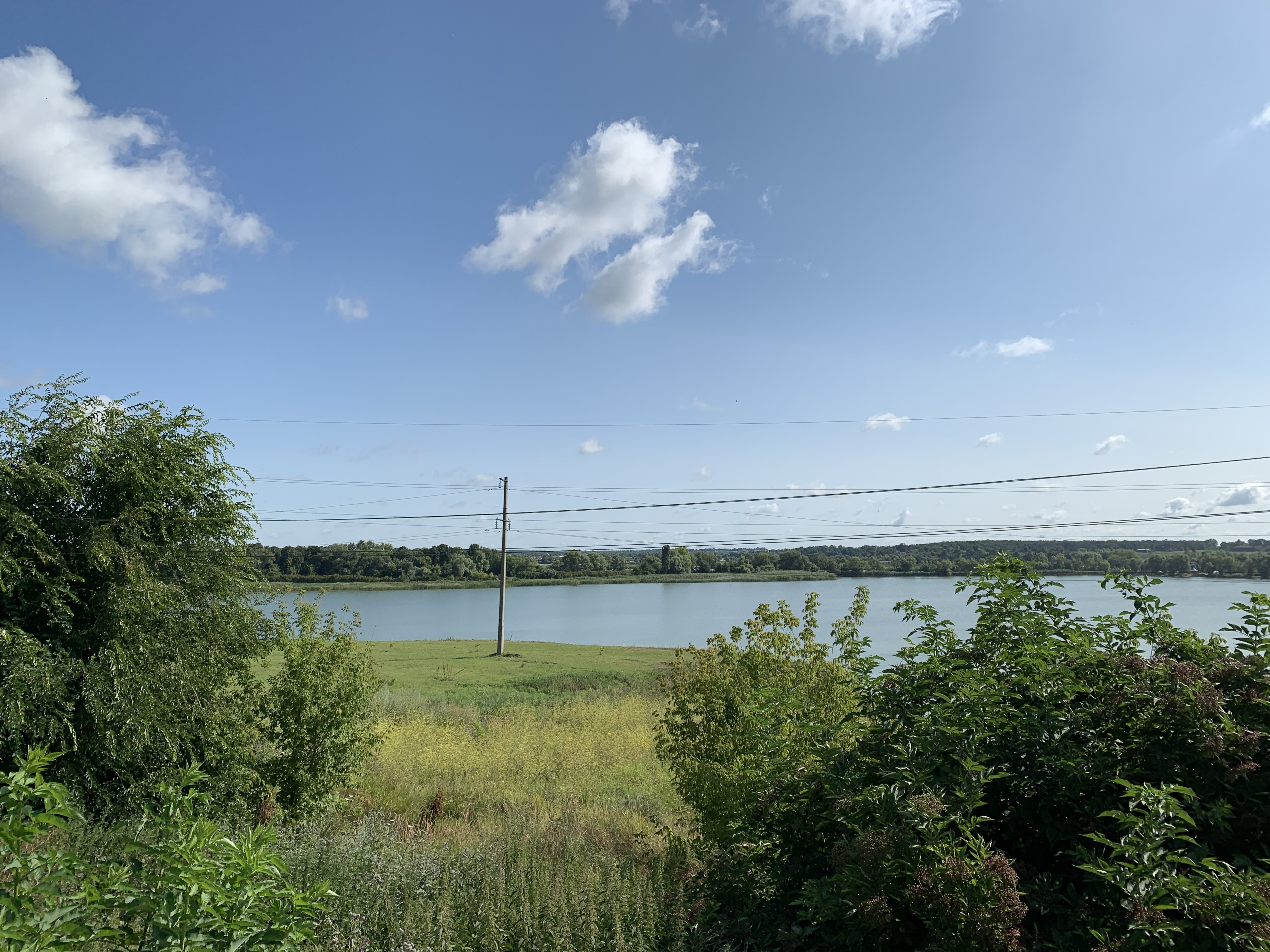
Laguna en el río Protoka

Un limán es una laguna propia de las costas del mar Negro, en este caso, en el mar de Azov, donde se encuentra el delta del Kubán. El sitio Ramsar número 674 (45°30′N 37°48′E), al sur del delta, tiene 884 km². Las características son las mismas que en el sitio Ramsar anterior. Los limanes son Dolgiy, Vostochnyy, Mechetnyy y Glunokiy. Al oeste y hasta el mar hay una zona de pantanos y lagunas. Al sur, se encuentra el limán de Kuchanskiy, junto a la ciudad de Temryuk.

## BirdLife International
La parte occidental del delta del río Kubán forma parte de las áreas internacionales de interés para las aves (IBA) de BirdLife International, con una extensión de 1795 km².